# Kaduční řízení
Kaduční řízení je proces, kterým dochází k vyloučení společníka ze společnosti s ručením omezeným nebo upisovatele z akciové společnosti, jestliže je v prodlení se splacením svého vkladu nebo své příplatkové povinnosti nebo, v případě akciové společnosti, se splácením emisního kursu akcií. Dříve byl upraven v § 113 a 177 obchodního zákoníku, od roku 2014 jej upravují ustanovení § 151 a 345 zákona o obchodních korporacích.

## Kaduční řízení ve společnosti s ručením omezeným
Každý společník společnosti s ručením omezeným je povinen splatit svůj vklad nejpozději do 5 let od vzniku společnosti, případně od převzetí závazku ke zvýšení dosavadního vkladu. Pokud tak neučiní, vzniká mu povinnost uhradit navíc ještě úrok z prodlení ve výši dvojnásobku sazby stanovené nařízením vlády č. 351/2013 Sb., ledaže společenská smlouva určuje tento úrok v jiné výši, a společnost jej pod pohrůžkou vyloučení vyzve, aby svým povinnostem dostál. Pokud ani tehdy svůj vklad včas neuhradí, může jej valná hromada ze společnosti vyloučit, přičemž jeho obchodní podíl přejde na společnost. Stejné důsledky má podle § 165 zákona o obchodních korporacích i neuhrazení příplatku mimo základní kapitál.